# هوراتیو گیتس
هوراتیو گیتس (انگلیسی: Horatio Gates; ۲۶ ژوئیهٔ ۱۷۲۷ – ۱۰ آوریل ۱۸۰۶) یک افسر نیروی زمینی ایالات متحده آمریکا متولد بریتانیا بود که در سال‌های اولیه جنگ انقلاب به عنوان ژنرال در ارتش قاره‌ای خدمت کرد. او اعتبار پیروزی آمریکا در نبردهای ساراتوگا (۱۷۷۷) - موضوعی که مورد بحث معاصر و تاریخی است - را به خود اختصاص داد و به دلیل شکست در نبرد کامدن در سال ۱۷۸۰ سرزنش شد. گیتس به دلیل نقشش در گروه کانوی کابال، که تلاش می‌کرد ژنرال جورج واشینگتن را بی‌اعتبار و جایگزین کند، نبرد ساراتوگا؛ و اقداماتش در طول و پس از شکستش در کامدن، به عنوان «یکی از جنجالی‌ترین چهره‌های نظامی انقلاب» توصیف شده است.
گیتس که در شهر مالدون در اسکس متولد شد، در طول جنگ جانشینی اتریش و جنگ فرانسه و هند در ارتش بریتانیا خدمت کرد. گیتس که از ناتوانی خود در پیشرفت در ارتش ناامید شده بود، مأموریت خود را فروخت و یک مزرعه کوچک در ویرجینیا تأسیس کرد. به توصیه واشینگتن، کنگره قاره‌ای در سال ۱۷۷۵ گیتس را به عنوان آجودان کل ارتش قاره‌ای منصوب کرد. او در سال ۱۷۷۶ فرماندهی دژ تیکوندروگا و در سال ۱۷۷۷ فرماندهی دپارتمان شمالی را بر عهده گرفت. اندکی پس از آنکه گیتس مسئولیت دپارتمان شمالی را بر عهده گرفت، ارتش قاره‌ای در نبردهای حیاتی ساراتوگا، بریتانیایی‌ها را شکست داد. پس از این نبردها، برخی از اعضای کنگره جایگزینی گیتس را برای واشینگتن در نظر گرفتند، اما واشینگتن در نهایت سمت خود را به عنوان فرمانده کل ارتش قاره‌ای حفظ کرد.
گیتس در سال ۱۷۸۰ فرماندهی دپارتمان جنوبی را بر عهده گرفت، اما اواخر همان سال پس از شکست فاجعه‌بار آمریکا در کامدن از فرماندهی برکنار شد. شهرت نظامی گیتس در این نبرد از بین رفت و او در ادامه جنگ فرماندهی دیگری نداشت. گیتس پس از جنگ به ملک خود در ویرجینیا بازگشت و بازنشسته شد، اما در نهایت تصمیم گرفت بردگان خود را آزاد کند و به نیویورک نقل مکان کند. او برای یک دوره در مجلس قانونگذاری ایالت نیویورک انتخاب شد و در سال ۱۸۰۶ درگذشت.